# 左把大奇槍
左把大奇槍，又稱羅家槍、姜家槍，河北武術，為中國武術流派之一。

## 源流
左把大奇枪是由一名少林寺和尚傳授給西张庄村王老四，一直傳承數代後，第四代弟子李梅、李海時，李梅將原本只有口述傳授的口诀编撰了刀谱、拳谱和《左奇枪论》、《大奇枪歌》，後在平原、河間、高陽、任丘、肅寧一帶很盛行。

## 介紹
左把大奇槍独特之處在反常规的左把握枪方式，易守难攻，毫无破绽的出招特点，糅进了短拳、形拳、八卦等武学，曾經留下有槍械中遇左把不敢“扎”的威名。

## 來源
1. 1 2  滄州市非物质文化遗产-河間左把大奇槍[]